# Caladenia graniticola
Caladenia graniticola är en orkidéart som först beskrevs av Stephen Donald Hopper och Andrew Phillip Brown, och fick sitt nu gällande namn av Stephen Donald Hopper och Andrew Phillip Brown. Caladenia graniticola ingår i släktet Caladenia och familjen orkidéer. Inga underarter finns listade i Catalogue of Life.